# Petre Coteț
Petre V. Coteț (n. 20 iunie 1914, Hotărani, județul Olt – d. 15 septembrie 1988, București) a fost un eminent geograf și geomorfolog român, profesor universitar doctor docent la facultatea de geologie - geografie a Universității din București.Oltean din Oltenia, satul Hotărani, sat de oameni minunați și muncitori!

## Biografie
Școala primară o face la Hotărani (1921 - 1926), apoi învață la liceul "Ioniță Asan" din Caracal Arhivat în 28 februarie 2014, la Wayback Machine. (1926-1933) iar bacalaureatul îl susține la Craiova la liceul "Regina Elisabeta". 
Concomitent cu îndeplinirea serviciului militar la Regimentul 2 Călărași din Caracal, fiind concentrat pe frontul de est la Armata a IV-a între 1938-1939, urmează cursurile secției de geografie a Facultății de Filozofie și Litere a Universității din București între anii 1933 și 1940, având printre profesori pe iluștrii înaintași ai geografiei românești Simion Mehedinți, George Vâlsan, Constantin I. Brătescu și Vintilă Mihăilescu.
O promițătoare activitate științifică, ancorată în câmpia natală a Olteniei, este întreruptă pe perioada celui de-al doilea război mondial. În anii 1944-1945 se află în Armata I-a pe frontul de Vest, luptând pentru recucerirea Ardealului de Nord sub conducerea generalului Macici, ca reporter de front. A condus ziarul "Avântul", și a fost decorat cu Crucea României cu spade.
A absolvit cu succes facultatea, susținând la 20 octombrie 1940 lucrarea de licență cu mențiunea "magna cum laude".
Va realiza apoi o remarcabilă teză de doctorat: "Cîmpia Olteniei. Studiu geomorfologic, cu privire specială asupra cuaternarului", susținută în iunie 1948, recompensată cu mențiunea "foarte bine cu distincție", având drept conducător pe prof. Vintilă Mihăilescu, iar ca președinte al comisiei pe cunoscutul geolog, profesorul Miltiade Filipescu.
Publicată în 1957 la Editura Academiei, teza de doctorat este o lucrare care deschide seria de monografii geomorfologice regionale apărute în geografia românească a ultimilor 35 de ani. Lucrarea ilustrează direcția analizei morfogenetice, pe care a promovat-o cu consecvență de-a lungul întregii sale cariere. Ea este și în prezent un studiu de referință în geografia românească prin valoarea observațiilor de teren, profunzimea analizei și a concluziilor autorului.
Petre V. Coteț își începe cariera universitară și de geograf ca preparator (1940-1941), apoi asistent (1941-1946) la Catedra de Geografie fizică a profesorului Vintilă Mihăilescu, șef de lucrări (1946), conferențiar (1950), profesor (1970) la Facultatea de Geologie și Geografie a Universității din București.
Între 1960 și 1972 se află în rândurile corpului didactic chemat să asigure "autoritate geografiei în Institutul Pedagogic din București" 
În 1971 comisia Ministerului învățământului prezidată de N. Al. Rădulescu îi va acorda titlul de doctor docent.
Din 1972 se întoarce la Catedra de Geografie fizică a Facultății de Geografie a Universității din București, de unde se va pensiona în anul 1975.
Petre Coteț a fost un profesor prin excelentă și un cercetător înnăscut.
În învățământ a susținut, atât în cadrul Facultății de Geologie-Geografie, cât și la Facultatea de Istorie-Geografic a Institutului Pedagogic din București, cursuri de geografie fizică și regională, de geomorfologie generală și a României, de cuaternar, etc.
În condițiile perioadei postbelice și ale învățământului reformat de după 1948, Petre Coteț a suferit, din păcate, rigorile politice ale epocii. Nu i s-a îngăduit conducerea de doctorate sau contacte științifice în străinătate. Cauzele au fost aceleași ca și în cazul atâtor oameni de seamă ai neamului care nu s-au plecat și nici nu au abdicat de la exigența calității. A rezistat cu demnitate, dar singuratic. Nu a fost un caz izolat în geografia românească și nici în cultura națională. Altora, între care marele Simion Mehedinți sau Ion Conea, li s-au ridicat bariere și mai greu de trecut.
În ciuda interdicțiilor epocii, profesorul Petre Coteț a colaborat cu profesorul Jean Tricart de la universitatea din Strasbourg (Franța), iar datorită profesorului Vintilă Mihăilescu a cunoscut și apreciat opera marelui geomorfolog francez Emmanuel de Martonne(1873-1955), un mare prieten al României, memoriei căruia îi este dedicat articolul acesta.
Activitatea de cercetare a desfășurat-o toată viata în paralel cu cea didactică. A fost membru activ al Institutului de Geografie încă de la înființarea acestuia în 1944, unde a condus, un timp, Sectorul de Geomorfologie. A participat direct la cercetările desfășurate pentru elaborarea Monografiei geografice, voi. I (1954-1958) și a altor lucrări fundamentale realizate de Institut. A colaborat și cu alte instituții de cercetare din România, între care Institutul de Meteorologie și Hidrologie, Institutul Geologic (veri întregi lucrând pe teren cu profesorul M. Paucă, de la care a învățat geologie practică), Institutul de Pedologie sau Institutul de Arheologie, lucrând pe șantierele de la Histria și Păcuiul lui Soare, sub directa conducere a academicianului Emil Condurachi.
Din activitatea de cercetător în cadrul Institutului de Geografic, trebuie subliniată participarea activă la ședințele periodice de comunicări ale Institutului, unde avea intervenții de mare utilitate prin precizia și pertinența observațiilor referitoare la temele discutate, contribuind la aprofundarea dezbaterii unor probleme controversate științific (depozitele cuaternare, inclusiv cele purtătoare de culturi materiale, periglaciarul din România, peneplenizarca unor platforme, etc.).
Din acea epocă vor rămâne în memoria mereu vie a membrilor Institutului de Geografie ședințele de comunicări pe care le anima prin expunerea cu pasiune a rezultatelor cercetărilor sale de teren, ale analizelor de hartă, intervențiile sale în dezbaterea unor aspecte controversate, ca, de exemplu, stratigrafia depozitelor cuaternare, inclusiv a celor păstrătoare de cultură materială sau a celor periglaciare.
Orizontul său de cercetare început cu "Cîmpia Olteniei" se lărgește la întreaga Câmpie Română - căreia îi consacră, în 1976, o sinteză a cercetărilor de teren a unei bogate informații de specialitate, între care se detașează forajele, analizele sporo-polinice, reconstituirile paleogeografice, servind cu precădere practicienilor, o încercare de aplicație a concepției sistemice , multicorelative în geomorfologie.
Studii variate, publicate cu deosebire în periodicele geografice ale Academiei, în cele ale Societății de Geografie, dar și în reviste de peste hotare - fără ca autorul lor să fi avut prilejul de a călători în străinătate - sunt consacrate piemonturilor, depozitelor corelate din varii regiuni ale tării, ținuturilor eruptive, pentru a coborî în ținutul bălților dunărene, în cel atât de controversat al genezei deltei dunărene, de la cele mai tinere la cele mai vechi formațiuni peneplenizate ale Dobrogei etc.
Dintr-o atare experientă de cercetare, îmbogățită permanent și metodologic, împletită cu sarcinile sale didactice (în anii '50 ținea pentru prima dată în Universitatea din București un curs de geomorfologie a României), se naște mai târziu o sinteză precum "Geomorfologia României" (1973), asa cum, în 1951, capitolul de geomorfologie din "Manualul Inginerului de Mine", vol. I, încununat cu Premiul de Stat, se înscrie ca o inițiere, mult lărgită apoi în cursul sau de "Geomorfologie, cu elemente de geologie" (1969, 1971). Din aceeași perioadă datează și cursurile sale "Europa, Asia" (1967), "Australia, Oceania, Antarctica" (în colab., 1972), și o hartă murală inedită, "Dinamica litosferei, Tectonica Plăcilor", scara 1 : 22.000.000, ilustrare cartografică de uz didactic a tectonicii plăcilor.
Preocupat și de unele aspecte teoretice, metodologice ale geografiei, de disponibilitatea fenomenelor geografice de a fi sugestiv ilustrate, toate filtrate prin prisma bogatei sale experiente didactice, în amurgul vieții, în 1976, în colaborare cu Eugen Nedelcu, publică lucrarea "Principii, metode și tehnici moderne de lucru în geografie".
Buna cunoaștere a geologiei, a evoluției paleogeografice a României, a reconstituirilor paleoclimatice, dublate de o vastă experiență de teren i-au îngăduit să întocmească valoroase lucrări de sinteză, de mare importanță didactică și științifică.

## Lucrări publicate

### Cărți
- Japonia. Țara lui Soare Răsare, Prefață de S. Mehedinți, București, Inst. de arte grafice „Vremea”, 1942;
- Taina Orientului, Edit. Vremea, București (în colab.), 1942;
- Continentul care se deșteaptă, Edit. Casa Școalelor, București, 1943;
- AL Dumitrescu-Aldem (1880-1917). Viața și opera, Tipogr. Concordia, Arad, 1945;
- Metode de reprezentări cartografice cu privire specială asupra blocdiagramei, București, Edit. Tehnică, 1954;
- Câmpia Olteniei : Studiu geomorfologic, (cu privire specială asupra cuaternarului), București, Editura Științifică, 1957;
- Europa, Asia - geografie fizică, București, Editura Didactică și pedagogică,1967;
- Geomorfologie cu elemente de geologie 1969, București, Editura Didactică și Pedagogică, 1969;
- Australia. Oceania. Antarctica : Geografie fizică, coautor cu Băcanu Lucia, 1972;
- Județul Tulcea, coautor cu Popovici Ioan, București, Editura Academiei Republicii Socialiste România, 1972;
- Geomorfologia României, București, Editura Tehnică, 1973 [5]
- Județul Olt, coautor cu Urucu Veselina, București, Editura Academiei Republicii Socialiste România, 1975;
- Câmpia Română: studiu de geomorfologie integrată, București, Editura Ceres, 1975;
- Principii, metode și tehnici moderne de lucru în Geografie, coautor cu Nedelcu Eugen, București, Editura Didactică și Pedagogică, 1976.

### Articole
- La géomorphologie et ses subdivisions – Quelques considérations générales, Cahiers de géographie du Québec, vol. 10, n° 19, 1965, p. 101-107.[6]
- Problèmes de géomorphologie historique en Roumanie. La pénéplanation des Carpates occidentales et méridionales, Annales de Géographie, Volume  76, Numéro 417, 1967, Paris, pp. 552–570.[7]
- Les réalisations de la géomorphologie moderne et le problème de la pénéplaine, Cahiers de géographie du Québec, vol. 12, n° 27, 1968, p. 403-420.[8]

## Distincții obținute

### Premii
- Premiul de Stat pentru capitolul de geomorfologie din Manualul Inginerului de Mine, vol. I (1952)

### Ordine și distincții
- Crucea României cu spade (1947)
- Steaua României clasa a V-a (1969)